# Дальний (Ленинградская область)
Да́льний — посёлок в Гатчинском муниципальном округе Ленинградской области.

## История
В административных данных 1966 и 1973 годов посёлок Дальний не значится.
По данным 1990 года посёлок Дальний входил в состав Чащинского сельсовета.
В 1997 году в посёлке проживали 16 человек, в 2002 году — 25 человек (русские — 64%, немцы — 32%), в 2007 году — 17.

## География
Посёлок расположен в юго-восточной части района на левом берегу реки Оредеж, близ административной границы Гатчинского района.
Расстояние до административного центра поселения, посёлка городского типа Вырица — 46 км.
Рядом с посёлком находятся разрушенные во время Великой Отечественной войны деревни Лыссово, Абрамово и Абрамов Клин.

## Демография
| 2007 | 2010 | 2017 |
| ---- | ---- | ---- |
| 17   | ↗20  | ↘12  |

### Национальный состав
Согласно данным Всероссийской переписи населения 2021 года в посёлке проживали 14 человек, все русские.

## Улицы
Адмиралтейский проспект, Берёзовый переулок, Еловый переулок, Кленовый переулок, Корабельная, Морская, Невская, Рябиновый переулок, Санкт-Петербургская.